# وسر ۱۳۱۲
سیارک ۱۳۱۲ (به انگلیسی: 1312 Vassar، نامگذاری:1933OT) هزار و سیصد و دوازدهمین سیارک کشف شده‌است که در ۲۷ ژوئیه ۱۹۳۳ کشف شد.
قدر مطلق سیارک برابر ۱۰٫۸۰ است.